# Travis Livermon
Travis Livermon est un coureur cycliste américain, né le 2 avril 1988 à Winterville et spécialiste du cyclo-cross.

## Palmarès sur route

### Par année
- 2011
  - 2e de la Carolina Cup
- 2016
  - 3e étape du Grand Prix cycliste de Saguenay

### Classements mondiaux
| Année            | 2016 |
| ---------------- | ---- |
| UCI America Tour | 351e |

## Palmarès en cyclo-cross
- 2010-2011
  - Kingsport Cyclo-cross Cup, Kingsport
- 2011-2012
  - Kingsport Cyclo-cross Cup, Kingsport
- 2014-2015
  - Kingsport Cyclo-cross Cup, Kingsport